# گایاتون
گایاتون (انگلیسی: Guyatone) شرکت تجهیزات موسیقی ژاپنی است، که در سال ۱۹۳۳ تأسیس شد.